# La famiglia Savage
(tagline del film)
La famiglia Savage (The Savages) è un film del 2007 scritto e diretto da Tamara Jenkins.

## Trama
I fratelli Jon e Wendy vivono a molti chilometri di distanza e i loro rapporti sono ormai freddi e distaccati, il padre Lenny non ha mai dato loro molto affetto e la madre ha abbandonato la famiglia diversi anni prima. Un giorno vengono informati che il padre soffre di demenza senile e che la compagna con la quale egli ha vissuto per 20 anni, nella piccola cittadina di Sun City in Arizona, è morta. Decidono perciò di trasferirlo in una casa di riposo a Buffalo, dove vive Jon, il quale lavora come insegnante universitario di drammaturgia e sta scrivendo un libro su Bertolt Brecht. Wendy, a sua volta aspirante sceneggiatrice coinvolta in una relazione sentimentale con un uomo sposato, da New York si trasferisce momentaneamente presso la casa di Jon. I due fratelli si ritrovano quindi a dovere prendersi cura dell'anziano padre, cui non sembra resti ancora molto da vivere.

## Distribuzione
Il film è stato presentato il 19 gennaio 2007 al Sundance Film Festival. In Italia è stato il film d'apertura al Torino Film Festival del 2007, nelle sale cinematografiche è stato distribuito il 25 gennaio 2008, mentre nel luglio del 2009 è uscito in DVD.

## Critica
Fabio Ferzetti su Il Messaggero scrive:
Alessandra Levantesi su La Stampa scrive:
Dario Zonta su l'Unità scrive:

## Riconoscimenti
- 2008 - Premio Oscar
  - Nomination Miglior attrice protagonista a Laura Linney
  - Nomination Migliore sceneggiatura originale a Tamara Jenkins
- 2008 - Golden Globe
  - Nomination Miglior attore in un film commedia o musicale a Philip Seymour Hoffman
- 2008 - Independent Spirit Awards
  - Miglior attore protagonista a Philip Seymour Hoffman
  - Miglior sceneggiatura a Tamara Jenkins
  - Nomination Miglior fotografia a W. Mott Hupfel III
  - Nomination Miglior regista a Tamara Jenkins
- 2007 - Los Angeles Film Critics Association Awards
  - Miglior sceneggiatura a Tamara Jenkins

- 2007 - San Francisco Film Critics Circle Awards
  - Miglior sceneggiatura originale a Tamara Jenkins
- 2008 - National Society of Film Critics Awards
  - Miglior sceneggiatura a Tamara Jenkins
- 2007 - Satellite Award
  - Nomination Migliore attrice in un film drammatico a Laura Linney

- 2007 - Writers Guild of America Award
  - Nomination Miglior sceneggiatura originale a Tamara Jenkins
- 2007 - Chicago Film Critics Association Awards
  - Nomination Miglior attrice a Laura Linney
  - Nomination Migliore sceneggiatura originale a Tamara Jenkins
- 2007 - London Critics Circle Film Awards
  - Nomination Attrice dell'anno a Laura Linney